# 戴维·罗伯茨 (游泳运动员)
戴维·罗伯茨（英語：David Roberts，1980年5月25日—），英国男子游泳运动员。他曾代表英国参加2000年、2004年和2008年夏季残疾人奥林匹克运动会游泳比赛，获得十一枚金牌、四枚银牌和一枚铜牌。